# درختزارها و درختچه‌زارهای مالی

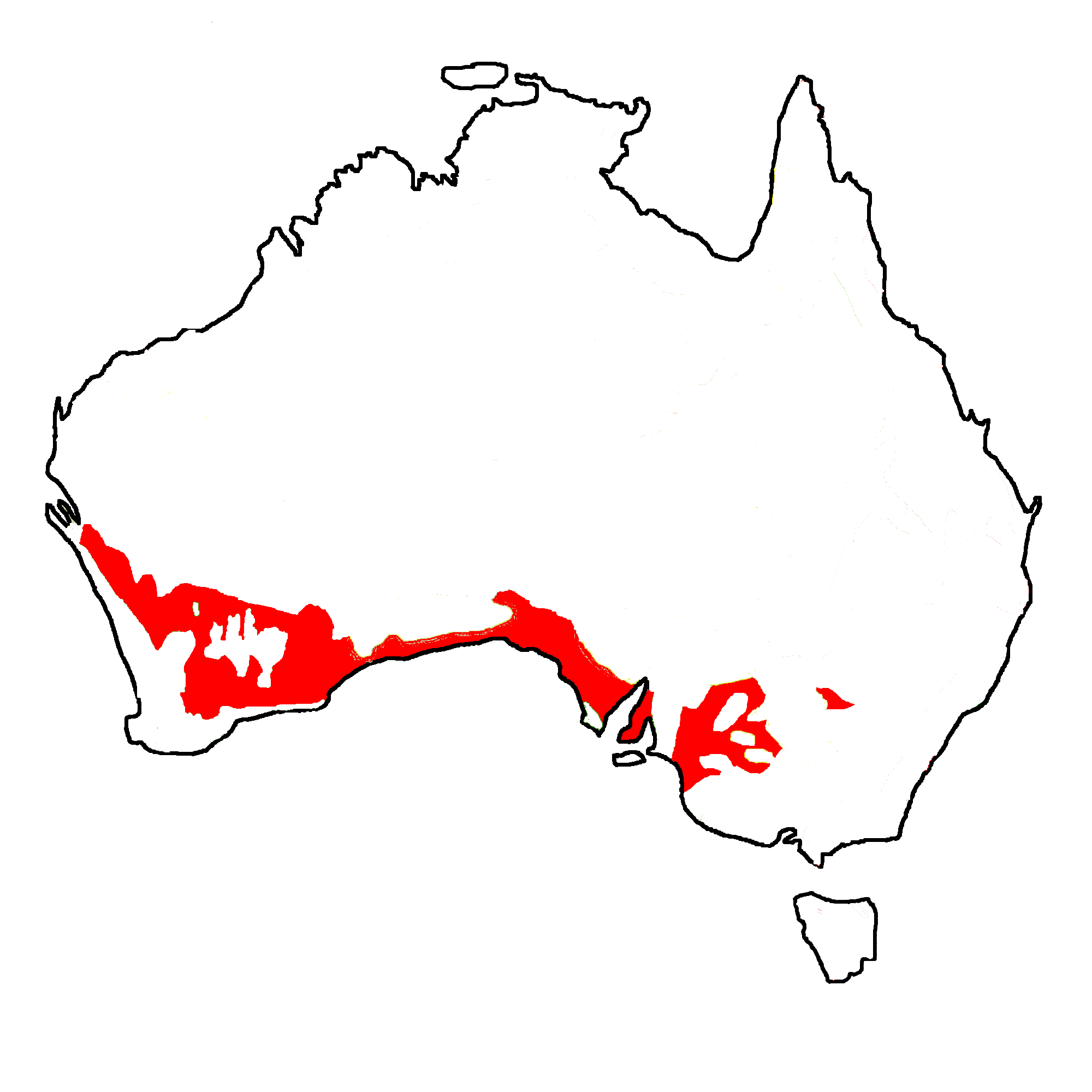
گسترۀ جوامع گیاهی درختزارها و درختچه‌زارهای مالی در جنوب استرالیا

درختزارها و درختچه‌زارهای مالی (به انگلیسی: Mallee Woodlands and Shublands) یکی از ۳۲ گروه اصلی پوشش گیاهی است که توسط اداره محیط زیست و انرژی دولت استرالیا تعریف شده است و یکی از ۱۸۹ زیستگاه در زیستگاه‌های HOTW طبقه‌بندی جهانی است.

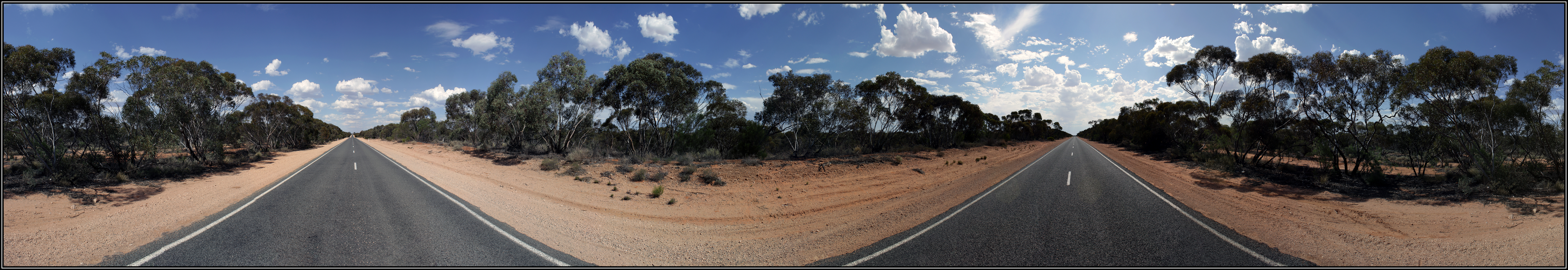
۳۶۰° panorama of Mallee Woodlands and Shrublands in northwest Victoria.

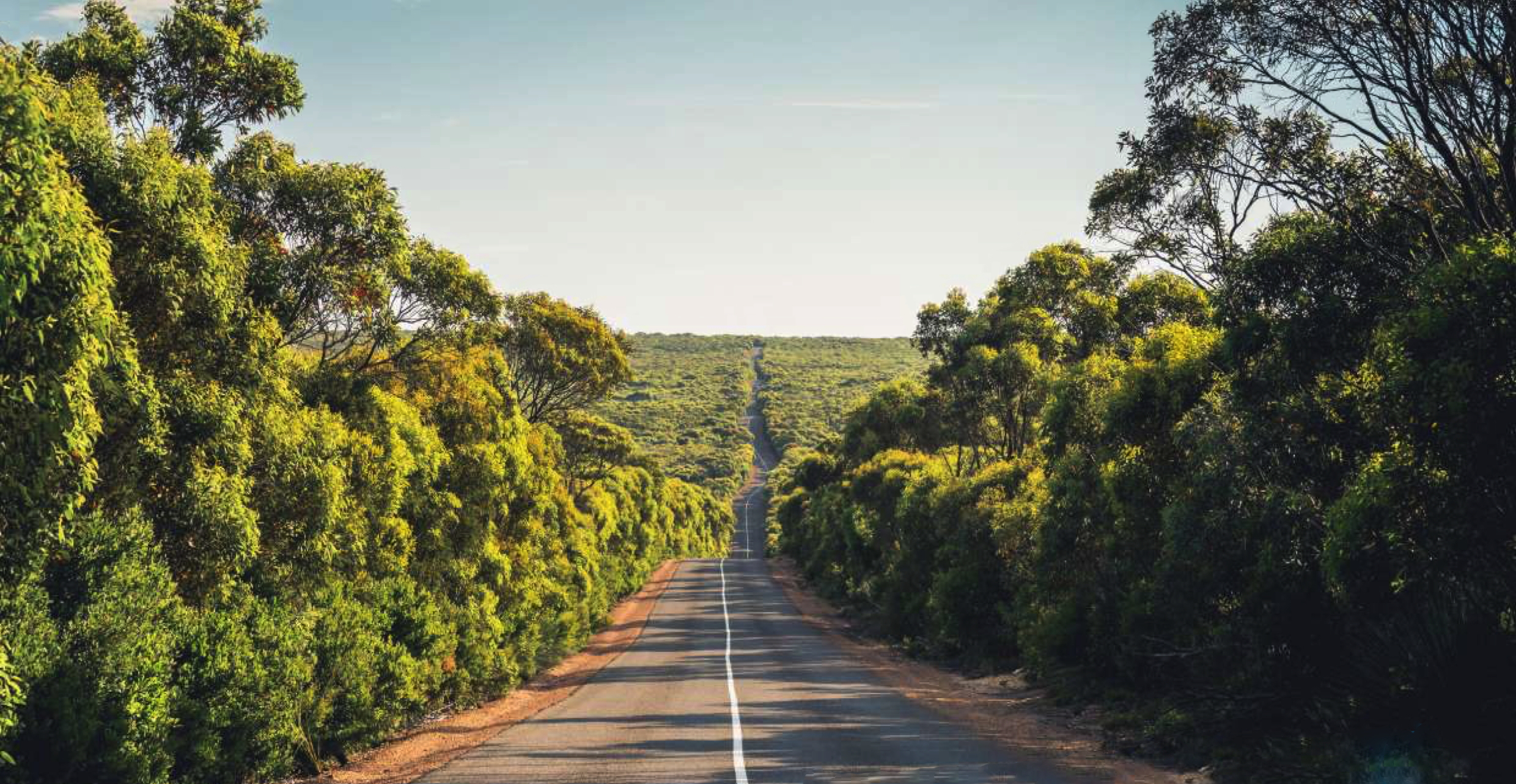
ناحیه انبوه مالی در استرالیای جنوبی